# Station Lipinki
Station Lipinki is een spoorwegstation in de Poolse plaats Lipinki.